# مات جونز
مات جونز (بالإنجليزية: Matt Jones )‏ (و. – م) هو سياسي، من الولايات المتحدة الأمريكية، هو عضوٌ في الحزب الديمقراطي الأمريكي.

## مناصب
تولى منصب عضو مجلس النواب كولورادو.

## التعليم
تعلم في جامعة ولاية كولورادو.